# Giovanni Giraud (calciatore)
Giovanni Giraud (Messina, 28 gennaio 1913 – Torre Annunziata, 3 maggio 2013) è stato un calciatore italiano, di ruolo centrocampista.
Era indicato Giraud III per distinguerlo dai fratelli Michele e Raffaele, con cui ha militato contemporaneamente nel Savoia dal 1930 al 1932 e nel campionato 1938-1939.
È scomparso nel maggio 2013, qualche mese dopo aver compiuto 100 anni.

## Caratteristiche tecniche
Era un'ala.

## Carriera
Iniziò la carriera professionistica nel 1929 tra le file del Vomero, club napoletano militante in Prima Divisione, l'allora terzo livello del calcio italiano. L'anno seguente si trasferì al Savoia, dove giocò per due stagioni nella medesima categoria. Nel 1932, a 18 anni, approdò in Serie A, acquistato dal Napoli per 95.000 lire; in massima serie collezionò 4 presenze in due stagioni (esordio in A il 26 febbraio 1933 in occasione del successo interno sulla Triestina). Nel 1934 passa alla Catanzarese dove gioca insieme al fratello Raffaele, quindi tornò al Savoia nel gennaio del 1935.
Continuò la carriera in Serie C, dapprima tra le file della Battipagliese nel 1941, e successivamente con il Brindisi per un biennio finché nel 1943 si ritirò dall'attività agonistica.

Giraud (terzo in piedi da sin.) con la Rappresentativa Campania nel 1936

## Palmarès

### Club

#### Competizioni regionali
- Prima Divisione: 1

Spolettificio Torre Annunziata: 1937-1938